# FTSE Italia Growth
FTSE Italia Growth (ex FTSE AIM Italia, rinominato dal 25 ottobre 2021) è un indice della Borsa di Milano. Dal 1º marzo 2012 è il paniere dell'Euronext Growth Milan (ex AIM Italia), composto dalle piccole e medie imprese italiane ad alto potenziale di crescita, che ha accorpato i mercati AIM Italia e MAC. FTSE Italia Growth è revisionato nei mesi di marzo, giugno, settembre, dicembre. 

## Società del segmento
Fanno parte dell'indice FTSE Italia Growth le seguenti 129 società:
Dati aggiornati al 10 agosto 2018